# John Farey

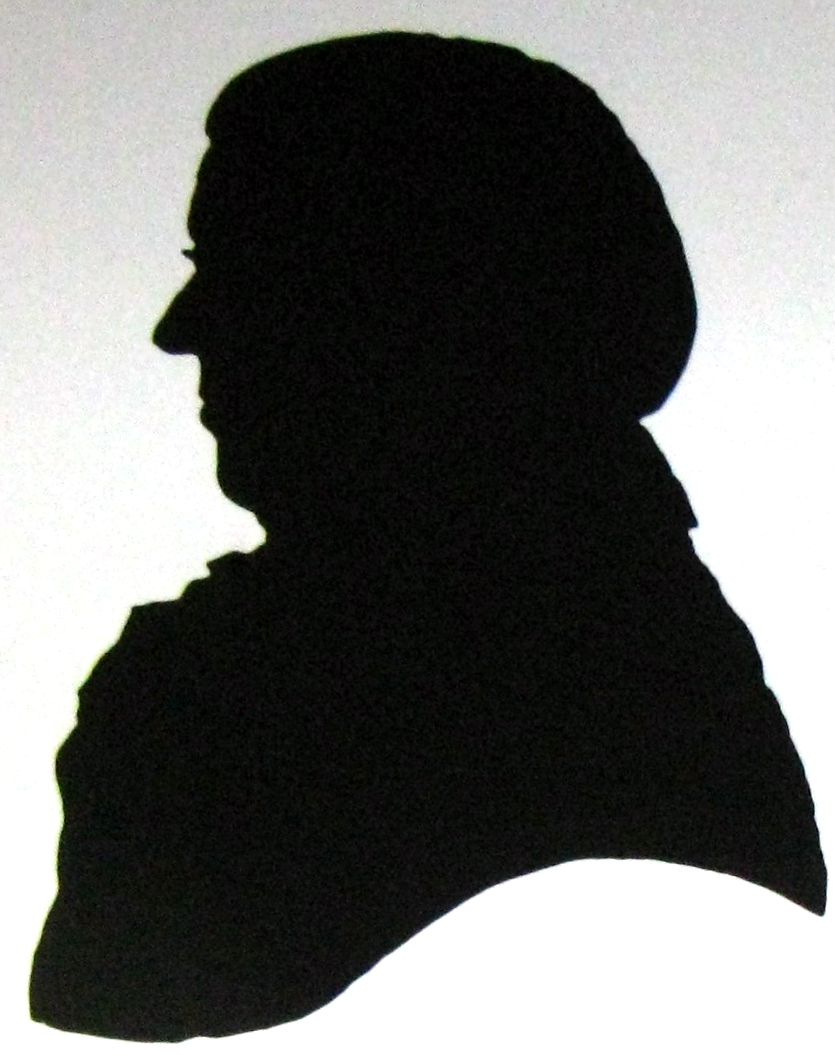
John Farey nel Derby Museum. La silhouette è opera dell'amico White Watson.

John Farey (Woburn, 1766 – 6 gennaio 1826) è stato un geologo e scrittore inglese conosciuto soprattutto per un costrutto matematico, la sequenza di Farey, che porta il suo nome.

## Biografia
Era nato a Woburn nel Bedfordshire e fu educato ad Halifax nello Yorkshire, dove mostrò un'attitudine tale alla matematica, disegno e rilievo, che fu posto sotto la protezione di John Smeaton (1724-1792). Dopo gli studi si trasferì a Londra, dove aveva dei parenti, e vi lavorò per un certo numero di anni, durante i quali conobbe e sposò sua moglie, Sophia Hubert, (1770-1830). Mentre erano a Londra ebbero il loro primo figlio John Farey, Jr. In seguito ebbero altri otto figli, due dei quali morirono durante l'infanzia.

## Woburn e Londra
Nel 1792 fu nominato sovrintendente da Francis Russell, V duca di Bedford per le sue proprietà a Woburn. Dopo la morte del duca, nel 1802 Farey ritornò a Londra, e, dopo aver contemplato la possibilità di emigrare o di prendere una fattoria in campagna, decise di ristabilirsi lì come geometra e geologo. La possibilità di fare questo passo fu dovuta in gran parte alla sua conoscenza con William Smith (geologo), che nel 1801 era impiegato presso il duca di Bedford in opere di drenaggio e di irrigazione. Il duca, apprezzando la conoscenza di Smith della composizione dei terreni, gli commissionò nel 1802 di esplorare gli strati di gesso sulle colline a sud di Woburn, al fine di determinarne la vera successione, ed incaricò Farey di accompagnarlo. Farey in seguito avrebbe detto che Smith era stato il suo vero maestro ed istruttore nella scienza mineralogica, e le sue pubblicazioni successive mostrano quanto bene egli avesse tratto profitto dagli insegnamenti che aveva ricevuto.
Nel 1805 successe ad Arthur Young come Segretario del Smithfield Club. Il suo lavoro lo portò a rilevare in tutto il paese a fronte di una sempre crescente domanda da parte dei proprietari terrieri che desideravano migliorare le loro proprietà, o sfruttarne i minerali contenuti. Il suo lavoro sulla geologia economica ebbe notevole importanza per la nascente Rivoluzione industriale, individuando nuove risorse di carbone e di minerali metalliferi.

## Scrittore
Farey è stato uno scrittore prolifico, e il professor Hugh Torrens ha rintracciato circa 270 documenti da redatti da lui, quadruplicando il numero riportato dal Catalogue of Scientific Papers  della Royal Society. Farey scrisse su ogni tipo di argomento, spaziando tra orticoltura, geologia, meteorologia, metrologia, decimalizzazione della valuta, musica, matematica al pacifismo.
Diede un importante contributo alla Ree's Cyclopaedia con articoli su canali, mineralogia, topografia e con un numero sulle basi scientifiche e matematiche del suono. Varie fonti del  diciannovesimo secolo, compreso il Dictionary of National Biography affermano erroneamente che egli scrisse l'articolo della Rees su Steam, che in realtà fu scritto da suo figlio John Farey, Jr. Nel 1809 Farey incontrò William Martin che aveva pubblicato un lavoro sui fossili del Derbyshire, per indagare se potevano creare assieme una mappa geologica del Derbyshire. Martin però era troppo malato per incontrarlo una seconda volta e morì l'anno successivo.
L'opera più famosa di Farey è General View of the Agriculture and Minerals of Derbyshire (3 volumi 1811-17) per il Board of Agriculture. Nel primo di questi volumi (1811) diede un ottimo resoconto della parte superiore della serie di strati britannici, e stese un'esposizione magistrale del Carbonifero e degli altri strati del Derbyshire. In questo lavoro classico, e in un articolo pubblicato sul Philosophical Magazine, vol. 51, 1818, p. 173, dal titolo Mr Smith's Geological Claims stated richiamò con zelo l'attenzione sull'importanza delle scoperte di William Smith.

## La sequenza di Farey
Oltre ad essere ricordato dagli storici della geologia, il suo nome è più conosciuto per la sequenza che egli notò grazie al suo interesse per la matematica del suono . Farey morì a Londra. Successivamente la sua vedova offrì la sua collezione geologica al British Museum, che la respinse e così andò dispersa.